# Ñuflo de Chaves (província)
Ñuflo de Chaves é uma província da Bolívia localizada no departamento de Santa Cruz, sua capital é a cidade de Concepción.